# تستور
تستور (به عربی: تستور) یک شهر در تونس است که در استان باجه واقع شده‌است. تستور ۱۳٬۳۳۱ نفر جمعیت دارد.

## خواهرخوانده
شهرهای جیبلینا، شفشاون و سرپا (شهر) خواهرخوانده‌های تستور هستند.